# Twilight of the Thunder God
Twilight of the Thunder God es el séptimo álbum de estudio de la banda sueca de death metal Amon Amarth. Fue lanzado en septiembre de 2008. El álbum ha recibido en gran medida comentarios positivos y las ventas más altas de la carrera de la banda.

## Prelanzamiento y producción
En previsión de este álbum, hubo una serie de diarios de estudio en forma de  vlogs que hablaron sobre el proceso de grabación de este álbum en el estudio. Había seis vlogs registrado. El primero se centró en la grabación Fredrik Andersson los tambores. El segundo se centró en Olavi Mikkonen y la guitarra rítmica. El tercer blog centrado en Ted Lundstrom y el bajo. El cuarto episodio centrado en la grabación voz de Johan Hegg. El quinto vídeo mostraba a Johan Söderberg tocando y grabando solos de guitarra. El vlog final aparece Johan Söderberg en el estudio y un adelanto del álbum.
También se realizó un cómic de 8 páginas durante la producción del álbum, titulado "El crepúsculo de los Dios del Trueno", publicado en revistas de toda Europa.
El 27 de junio de 2008, el título de este álbum fue anunciado. Twilight of the Thunder God' 'cuenta con la participación de varios invitados como el vocalista de Entombed,  Lars Göran Petrov en "Guardians of Asgard"; el guitarrista de  Children of Bodom y  Stone, Roope Latvala que contribuye con un solo de guitarra en el tema "Twilight of the Thunder God"; y los finlandeses de la banda Apocalyptica como aparición especial en "Live for the Kill".
Aproximadamente un mes después, el 25 de julio de 2008, la portada del álbum fue revelado, con Thor, el dios nórdico del trueno, en la batalla con Jörmungandr.
El 27 de agosto de 2008, Amon Amarth divulgara la información de que habían terminado recientemente a trabajar en un videoclip para la canción principal del álbum. El videoclip fue rodado en Jomsborg, Polonia. Las notas banda que estando ellos allí, una fuerte tormenta pasó por la ciudad, resultando en la más duras condiciones de la banda se ha filmado un video musical pulg

## Recepción
El álbum debutó en el número 50 en el Billboard Billboard200, y debutó en el número 11 en las listas suecas. Esto hace que el primer álbum de la banda para trazar en el top 200, y también de la banda debut más alto de éxitos en su país natal de Suecia, debutando 10 plazas superior a su versión anterior,With Oden on our side .
La respuesta inicial fundamental para "Twilight of the Thunder God fue positiva. Metacritic le asignó una calificación de 100.
El álbum ocupó el número seis en Metal Hammer's Top 50 Albums de 2008.

## Lista de canciones
1. "Twilight of the Thunder God" (feat. Roope Latvala) − 4:09
2. "Free Will Sacrifice" − 4:09
3. "Guardians of Asgaard" (feat. Lars Göran Petrov) − 4:23
4. "Where Is Your God?" − 3:11
5. "Varyags of Miklagaard" − 4:18
6. "Tattered Banners and Bloody Flags" − 4:30
7. "No Fear for the Setting Sun" − 3:54
8. "The Hero" − 4:02
9. "Live for the Kill" (feat. Apocalyptica) − 4:10
10. "Embrace of the Endless Ocean" − 6:44

### Lista de canciones del bonus CD/DVD[13]
1. "Intro"
2. "Valhall Awaits Me"
3. "Runes to My Memory"
4. "Cry of the Black Birds"
5. "Asator"
6. "Pursuit of Vikings"
7. "Fate of Norns"
8. "Without Fear"
9. "With Oden on Our Side"
10. "Where Silent Gods Stand Guard"
11. "An Ancient Sign of Coming Storm"
12. "Victorious March"
13. "Death in Fire"

## Personal

### Miembros de la banda
- Johan Hegg − voz
- Olavi Mikkonen − guitarra
- Johan Söderberg − guitarra
- Ted Lundström − bajo
- Fredrik Andersson − batería

### Músicos invitados[13]
- Lars Göran Petrov (Entombed) − voz en "Guardians of Asgaard"
- Roope Latvala (Children of Bodom) − solo de guitarra "Twilight of the Thunder God"
- Apocalyptica − cellos en "Live for the Kill"

### Créditos
- Tom Thiel − diseño del álbum[14]

## Historia de las releases
| Región                                | Dato                     | Discográfica | Formato                   |
| ------------------------------------- | ------------------------ | ------------ | ------------------------- |
| Sweden, Finland                       | 17 de septiembre de 2008 | Metal Blade  | Compact Disc              |
| Denmark, Austria, Switzerland, Italia | 19 de septiembre de 2008 | Metal Blade  | Compact Disc              |
| The rest of Europe                    | 22 de septiembre de 2008 | Metal Blade  | Compact Disc              |
| North America and elsewhere           | 30 de septiembre de 2008 | Metal Blade  | Compact Disc, Enhanced CD |